# Александър Митевски (поет)
Вижте пояснителната страница за други личности с името Александър Митевски.
Александър Митевски (на македонска литературна норма: Александар Митевски) е поет и преводач от Северна Македония.

## Биография
Роден е през 1934 година в Куманово, тогава в Югославия. Завършва Медицинския факултет на Белградски университет. Работи във фонда за ПИО на Македония. Член е на Дружеството на писателите на Македония от 1995 година.
Носител е на наградите „Златно перо“, „Григор Пърличев“, „Кирил Пейчинович“, „11 ноември“ на град Куманово, „Божидар Настев“ и на Авторската агенция на Македония.